# جوردي هوي

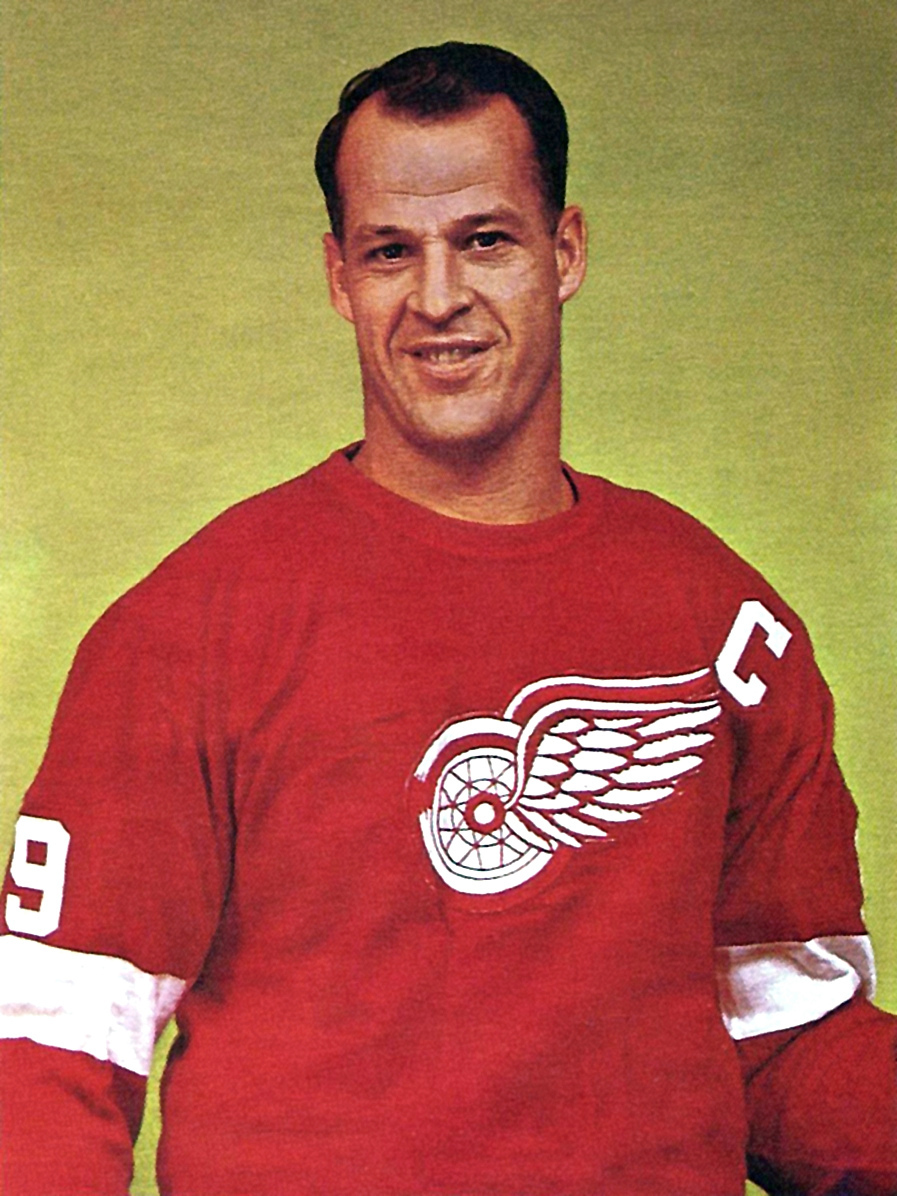

جوردن «جوردي» هوي (بالإنجليزية: Gordon "Gordie" Howe) صاحب وسام الاستحقاق الكندي (OC) (من مواليد 31 من مارس 1928م - 10 يونيو 2016) هو لاعب كندي محترف ومتقاعد في رياضة هوكي الجليد، حيث كان يلعب لصالح فريق ديترويت ريد وينجز (Detroit Red Wings) وأيضًا لفريق هارتفورد ويلرز (Hartford Whalers) في دوري الهوكي الوطني (NHL)، كما لعب أيضًا في فريق هيوستن أيروس (Houston Aeros) وكذلك فريق نيو إنجلاند ويلرز (New England Whalers) في الاتحاد الدولي للهوكي (WHA). وكثيرًا ما كان يُطلق على هوي لقب سيد الهوكي (Mr. Hockey)،  كما يُعتبر هوي بصفةٍ عامة أحد أعظم لاعبي الهوكي في كل العصور.
وأبرز ما كان يشتهر به هوي براعته في التسجيل وقوته الجسدية ومسيرته طويلة الأمد. فهو اللاعب الوحيد الذي نافس في دوري الهوكي الوطني خلال خمسة عقود مختلفة (من أربعينيات القرن الماضي وحتى الثمانينيات من القرن نفسه). وبعد تتويجه بطلاً أربع مرات لفوزه بكأس ستانلي عندما كان يلعب في فريق ريد وينجز (Red Wings)، حاز هوي على كأس هارت (Hart Trophies) ست مرات لكونه أفضل لاعب في الدوري، وفاز أيضًا بـ كأس آرت روس ست مرات لكونه أفضل هداف. وكان هوي أول من تسلًّم جائزة الإنجاز لمدى الحياة من دوري الهوكي الوطني (NHL Lifetime Achievement Award)، وذلك عام 2008م.
كما تم تسجيلّ اسمه ولقبه «سيد الهوكي» بالإضافة إلى لقب زوجته «زوجة سيد الهوكي» كعلامات تجارية.

## وفاته
توفي جوردي هوي في يوم 10 يونيو 2016 عن عمر يناهز 88 سنة.

## وصلات خارجية
- جوردي هوي على موقع IMDb (الإنجليزية)
- جوردي هوي على موقع الموسوعة البريطانية (الإنجليزية)
- جوردي هوي على موقع إن إن دي بي (الإنجليزية)
- جوردي هوي على موقع دوري الهوكي الوطني (الإنجليزية)
- جوردي هوي على موقع EliteProspects.com (الإنجليزية)
- جوردي هوي على موقع HockeyDB.com (الإنجليزية)
- جوردي هوي على موقع Hockey-Reference.com (الإنجليزية)
- جوردي هوي على موقع قاعة كندا للمشاهير الرياضية (الإنجليزية)
- جوردي هوي على موقع قاعة مشاهير الرياضة في ساسكاتشوان (الإنجليزية)

- More Career Stats نسخة محفوظة 9 مايو 2006 على موقع واي باك مشين.
- Colleen and Gordie Howe Middle School
- Gordie Howe Biography
- Red Wings Legends
- CBC Digital Archives – Gordie Howe: Mr. Hockey